# Simplicistilus tanuekes
Simplicistilus Locket, 1968 è un ragno appartenente alla famiglia Linyphiidae.
È l'unica specie nota del genere Simplicistilus.

## Distribuzione
La specie è stata reperita in Africa centrale e occidentale.

## Tassonomia
Al 2014 non sono note sottospecie ed è stata osservata l'ultima volta nel 1984.

### Sinonimi
- Simplicistilus venustus (Locket, 1968); è considerato sinonimo di S. tanuekes[1].